# Dame Hyegyeong
 (juillet 2023).
Si vous disposez d'ouvrages ou d'articles de référence ou si vous connaissez des sites web de qualité traitant du thème abordé ici, merci de compléter l'article en donnant les références utiles à sa vérifiabilité et en les liant à la section « Notes et références ».
Dame Hyegyeong (ou la reine Heongyeong), née le 6 août 1735 et morte le 13 janvier 1816 , est l'épouse du prince Sado et la mère de Yi San, devenu le vingt-deuxième roi de Corée sous le nom de Jeongjo au cours de la dynastie Joseon.